# Степанова Олена Андріївна
Олена Андріївна Степанова (1891—1978) — радянська оперна співачка, народна артистка СРСР (1937), професор Київської консерваторії ім. П. І. Чайковського.
Народилася в Москві. Навчалася у М. Поллі, з 1908 року співала в хорі Великого театру, в 1912—1924 і 1927—1944 солістка Великого театру. Неодноразово записувалася на грамплатівки в Москві («Метрополь», 1912: «Музтрест», 1929-32; «Грампластгрест», 1934-37). Залишивши оперну сцену, допомагала учасникам художній самодіяльності, була одним з організаторів московської співочої школи.